# 拉戈 (佛罗里达州)
拉戈（英語：Largo），是美国佛罗里达州皮尼拉斯縣下属的一座城市。建立于1905年。面积约为41.8平方公里（约合16.1平方英里）。根据2010年美国人口普查，该市有人口77,648人。论人口在本州排行第28。